# 伊達政隆
伊達 政隆（だて まさたか）は、江戸時代初期の武将。岩谷堂伊達家初代当主。

## 略歴
天正18年（1590年）、陸奥国岩城氏17代当主・岩城常隆の子として誕生。その僅か8日後、父・常隆が小田原征伐の参陣中に病死する。岩城氏の家督は豊臣秀吉の仲介もあり、常陸国の佐竹義重の三子・貞隆が継いだため、政隆は岩城氏より追放された。
慶長12年（1607年）、母・岩城御前と共に初めて仙台に来て伊達政宗に謁見して厚遇された。政隆の祖父・親隆は政宗の祖父である伊達晴宗の子であり、政宗と常隆の祖母・久保姫（栽松院）は岩城氏出身であった事から、その縁もあったものと思われる。陸奥栗原郡清水に知行を得た。
慶長15年（1610年）、伊達姓を賜って伊達氏一門に列し、政隆と名を改める。陸奥江刺郡岩谷堂に5000余石を領して一家を興した（一門第六席・岩谷堂伊達家）。